# Tingey Rocks
Die Tingey Rocks sind zwei kleine Felsvorsprünge an der Küste des ostantarktischen Mac-Robertson-Lands. Sie ragen südwestlich von Single Island am Westrand des Amery-Schelfeises auf. 
Wissenschaftler, die 1971 im Rahmen der Australian National Antarctic Research Expeditions die Prince Charles Mountains vermessen hatten, entdeckten sie. Das Antarctic Names Committee of Australia benannte sie nach dem Geologen Robert J. Tingey (1940–2017), der an der Entdeckung beteiligt war.